# 国鉄495系電車
495系電車（495けいでんしゃ）は、日本国有鉄道（国鉄）が製造した事業用交流直流両用電車（架線検測車）である。

## 概要

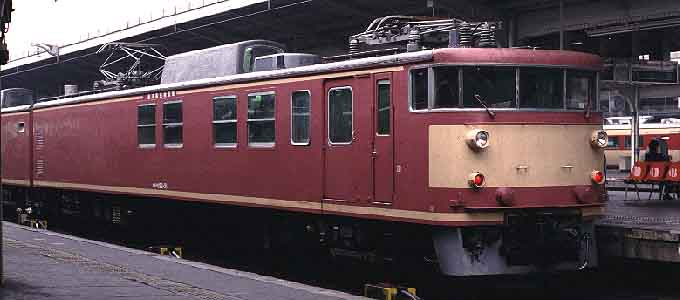
クモヤ494-1（撮影時はクモヤ192-51に改番済み）

1966年（昭和41年）に日立製作所笠戸工場で製造された架線試験用の交直両用試験車である。クモヤ495形（クモヤ495-1） + クモヤ494形（クモヤ494-1）の2両でユニットを組み、1編成2両のみ製造された。
既に使用していたクモヤ93形やクモヤ492・493形と同様、架線状態を走行中に測定する機能を有している。製造当初は高速運転時の集電特性を解析する目的から2両ともパンタグラフ（PS16B）を2基搭載していたが、クモヤ494形のパンタグラフが集電・測定の切替えができるのに対し、クモヤ495形は測定専用で集電はできないことから、測定や試験の内容により使用するパンタグラフの個数を使い分けられるようになっていた。

## 車体
外観は当時運用されていた交直流急行型電車がベースになっているが、前面は非貫通で細いピラーにより分割された曲面の3枚窓となっており、正面窓の凍結対策としては熱線入りガラスを使用している。また、車体のすそ絞りも無いため、他の国鉄新性能電車にない独特の意匠となった。電装品やブレーキ機器は483系交直流特急型電車のものをベースに、直流・交流（50/60Hz）の三電源に対応するため、変圧器は交流50Hz用のTM9を改良したTM9Aを搭載している。台車についてはより高速での走行（160km/h）に対応可能な新型台車（DT37X）が採用された。また、全体的に低屋根構造になっており、狭小建築限界トンネルが存在する身延線などへの入線も可能だった。
車体塗色は国鉄交直両用事業用車の標準色とも呼べる、赤13号（ローズピンク）をベースにクリーム4号の前面警戒色と交流60Hz識別用とされる側帯が入ったものであったが、直流専用化改造後もしばらく塗装変更されることなくローズピンクの直流専用車として異彩を放っていた。その後1988年（昭和63年）秋に直流専用事業用車標準色である青15号と黄5号の組み合わせに変更された。
車内はクモヤ494形に架線関連の測定機器を扱う総合操作盤、測定機器からの情報を表示する計器、記録用のオシログラフを内蔵した記録盤を中心に他にも必要に応じて機器を持ち込めるようになっていた測定室、測定機器の電源として専用の電動発電機が納まる電源室、クモヤ495形には工作・物品室、暗室、資料整理室、便所を設けたほか、両車ともに架線観測用のドームを備える監視室、屋根上や床下に収まらない変圧器などを車上に搭載した高圧機器室、床上設置型の冷房装置があった。

## 運用
新製後は勝田電車区に配置されたが、1971年（昭和46年）に向日町運転所に転属。その後1975年（昭和50年）金沢運転所に転属。直後に松任工場にて牽引車代用として使用できるよう改造が行なわれ、製造当初は自動連結器だった運転台側の連結器を双頭連結器に交換、連結器周辺には他形式との連結に備えてジャンパ栓を増設した。さらに1982年（昭和57年）には電気検測車としての改造が実施され、クモヤ495形は連結面側のパンタグラフを撤去、運転台側のパンタグラフは下枠交差型のものに換装された。クモヤ494形・クモヤ495形とも車内の設備や機器変更により車体側面の窓や扉配置は改造前と異なるものとなった。また屋根上に冷房装置を増設した。
1986年（昭和61年）に大垣電車区へ転属し、1987年（昭和62年）の国鉄分割民営化後は東海旅客鉄道（JR東海）に引き継がれることになった。JR東海の在来線には交流電化区間がないことから名古屋工場で不要となる交流機器を撤去し、分割民営化直前の同年3月28日付で193系50番台（クモヤ193-51 + クモヤ192-51）に形式変更された。この際に、クモヤ494形のパンタグラフのうち1基は集電機能を撤去し、霜取り専用パンタグラフとなった。
代替車であるキヤ95系の登場により、1998年（平成10年）1月30日付で廃車となった。